# ابوالسماح بن ابی الفرج علی بن هندو
ابوالسماح بن ابی الفرج علی بن هندو، فرزند ابوالفرج علی بن حسین بن هندو است.

## خاندان ابن هندو
اِبْنِ هِنْدو، نام چند تن از کاتبان، شاعران و ادیبان ایرانی‌نژاد سده‌های ۴ و ۵ ق(۱۰ و ۱۱م.) است که زندگی‌نامهٔ دو تن از آنان چنان به هم آمیخته که تفکیک یکی از دیگری دشوار می‌نماید. منابع ما در موارد بسیار، روایات مربوط به علی را به پدرش حسین نسبت داده‌اند یا روایات مربوط به حسین را ذیل نام علی نهاده‌اند.
این خاندان، احتمالاً همه منسوب به خاندان شیعی مذهب آل هندو بوده (امینی، ۴/۱۷۲) و موطن اصلی نیاکان آنان هندوجان (هندیجان کنونی)، از روستاهای پیرامون قم، بوده‌است و کلمهٔ «هندو» در نام و نسبشان نشانهٔ تبار هندی آنان نیست (مدرسی، ۲/۱۷۸؛ دانش‌پژوه، ۲۷؛ قس: مایرهوف، ۹۵؛ فروخ، ۳/۸۸). با این‌همه، چنین نیز می‌توان پنداشت که لفظ هندو در نام آن روستا، دلیل بر اقامت گروهی مهاجر هندی در آن بوده‌است. نسبت قمی (نک‍: باخرزی، ۱/۶۰۸؛ ماخروخی، ۸۰)، رازی، بغدادی و احیاناً طبرستانی که در بعضی منابع به دنبال نام آنان آمده، بی‌گمان از آن‌جاست که اعضای این خاندان به قم با دیگر شهرها مناصب دولتی داشته‌اند.

## زندگی‌نامه
ابوالسماح بن ابی الفرج علی بن هندو، برادر پدری ابوالشرف عمادبن ابی الفرج علی بن حسین بن هندو که ظاهراً با تکیه بر ثروت و شهرت پدرش ابوالفرج علی بن حسین بن هندو (نک‍: همو، ۱۰/۶۲۲؛ ابیات سرودهٔ پدر خطاب به او) در روزگار پدر و برادرش مورد توجه خاص و عام بوده، اما فرزند خلفی برای خاندان خویش نبوده‌است (نک‍: همو، ۱/۶۲۱-۶۲۲).

## پی‌نوشت
1. ↑  دایرةالمعارف بزرگ اسلامی،  ج ۵، ذیل «ابن هندو».
2. ↑  دایرةالمعارف بزرگ اسلامی،  ج ۵، ذیل «ابن هندو».
3. ↑  دایرةالمعارف بزرگ اسلامی،  ج ۵، ذیل «ابن هندو».